# Xu Jiaqi
Xu Jiaqi (chinês tradicional: 許佳琪, chinês simplificado: 许佳琪, pinyin: Xǔ Jiāqí) é uma cantora, rapper, dançarina e atriz chinesa. Ela é uma integrante do Team SII do girl group chinês SNH48, assim como suas sub-unidades Style-7 e 7Senses e do grupo THE9 formado no programa Youth With You 2. Xu é também conhecida por seu papel no programa televisivo Legend of Yunxi (2018).

## Vida jovem
Xu nasceu em 27 de agosto de 1995 em Taizhou, Zhejiang, China. Aos 10 anos, ela estudou dança em Chipre antes de se mudar de volta para a China quando tinha 15 anos. Ela se graduou na Shanghai Film Art Academy e na Shanghai Normal University.

## Carreira

### 2012–2019: SNH48 e estreia como atriz
Em 14 de outubro de 2012, durante uma conferência de imprensa do SNH48, Xu foi anunciado como uma das integrantes da primeira geração do SNH48.
Em 25 de maio de 2013, Xu performou no "Blooming For You" Concert. Em 11 de novembro, ela foi promovida ao SNH48 Team SII e, em 12 de dezembro, estrelou o primeiro documentário do SNH48, "MengXiang YuBei Sheng". Em 16 de dezembro, ela se apresentou no SNH48 Guangzhou Concert.
Em 18 de janeiro de 2014, Xu participou no Red and White Concert, no qual o Team SII saiu vencedor. Em 26 de julho, durante a primeira eleição geral do SNH48, Xu ficou em oitavo com 7256 votos, tornando-se parte do Senbatsu para seu quinto single.
Em 31 de janeiro de 2015, Xu se apresentou no SNH48 Request Hour Setlist Best 30 2015. Em 25 de julho, durante a segunda eleição geral do SNH48, ela chegou no dia 20 com 14351,7 votos e foi colocada entre as Under Girls. Em 31 de outubro, Xu ficou em primeiro lugar durante o primeiro Fashion Awards do SNH48 e se tornou parte da subunidade Style-7 do SNH48.
Em 2016, foi anunciado que Xu estrelaria Catman junto com a colega de banda Ju Jingyi, que foi lançada em 2017. Xu fez sua estréia como atriz com uma participação especial em Stairway to Stardom. Em 30 de julho, durante a terceira eleição geral do SNH48, Xu ficou em 11º com 27.388,8 votos. Em 5 de novembro, ela ficou em primeiro lugar durante o segundo Fashion Awards do SNH48. Em 19 de março, Xu foi anunciada como uma das integrantes da subunidade 7SENSES do SNH48. Elas lançaram seu primeiro EP, "7SENSES" em 20 de abril. Em 29 de julho, durante a quarta eleição geral do SNH48, Xu ficou em décimo lugar com 54678,8 votos.
Xu desempenhou um papel coadjuvante no drama histórico de romance Legend of Yunxi em 2018. Além disso, em 28 de julho de 2018, Xu ficou em 7º com 91.582,06 votos durante a quinta eleição geral do SNH48.
Em 29 de julho de 2019, durante a sexta eleição geral do SNH48, Xu manteve seu ranking e ficou em 7º com 839.586 votos.

### 2020–presente: Youth With You e atividades solo
Xu participou do reality show de sobrevivência Youth With You 2, exibido no dia 12 de março de 2020. Xu está programado para estrelar os dramas The Blooms no Ruyi Pavilion e Lost Parallel.
Em 30 de maio de 2020, Xu ficou em terceiro lugar na final do Youth With You 2 com 9,086,752 votos, entrando no grupo temporário THE9.

## Imagem publica
Xu é conhecida como "Deusa chinesa de cabelos curtos" pelos fãs e pela mídia chinesa e sul-coreana desde sua estréia na Coréia do Sul com o 7Senses em 2019.

## Discografia

### Singles
| Título                                                                                          | Ano                    | Melhor posição nas paradas | Melhor posição nas paradas | Álbum                  |
| Título                                                                                          | Ano                    | CHN                        | TWN                        | Álbum                  |
| Como artista principal                                                                          | Como artista principal | Como artista principal     | Como artista principal     | Como artista principal |
| ----------------------------------------------------------------------------------------------- | ---------------------- | -------------------------- | -------------------------- | ---------------------- |
| "Spy" (com Wu Zhehan)                                                                           | 2019                   | —                          | —                          | Our Journey            |
| Aparições em trilhas sonoras                                                                    |                        |                            |                            |                        |
| "Fate Ends in the World" (缘尽世间) (com Ju Jingyi e Zhao Jiamin)                               | 2015                   | —                          | —                          | Mo Tian Ji OST         |
| "—" indica lançamentos que não entraram nas paradas musicais ou não foram lançados nessa região |                        |                            |                            |                        |

## Filmografia

### Filmes
| Ano  | Título                   | Título original      | Papel               | Notas | Ref.   |
| ---- | ------------------------ | -------------------- | ------------------- | ----- | ------ |
| 2013 | —                        | 梦想预备生之半熟少女 | Ela mesma           |       |        |
| 2015 | MoTian Jie               | 魔天劫               | Ye Tianmei (叶天眉) |       | [ 13 ] |
| 2015 | Love, At First           | 爱之初体验           | Ela mesma           | Cameo |        |
| 2016 | I Shall Seal the Heavens | 我欲封天             | Meng Hao (孟浩)     |       | [ 14 ] |
| 2017 | Catman                   | 我爱喵星人           | Vivian              |       | [ 15 ] |

### Series televisivas
| Ano  | Título                      | Título original | Papel      | Emissora      | Notas           | Ref.          |
| ---- | --------------------------- | --------------- | ---------- | ------------- | --------------- | ------------- |
| 2017 | Stairway to Stardom         | 逆袭之星途璀璨  | Song Jiani | Tencent Video | Cameo           | [ 16 ] [ 17 ] |
| 2018 | Legend of Yunxi             | 芸汐传          | Chu Qingge | iQiyi         | Papel de apoio  | [ 18 ] [ 19 ] |
| 2020 | The Blooms at Ruyi Pavilion | 如意芳霏        | Fu Yi      | iQiyi         |                 | [ 20 ]        |
| 2020 | Lost Parallel               | 平行迷途        | Liang Xue  | Youku         | Papel principal | [ 21 ] [ 22 ] |

### Programas televisivos
| Ano  | Título           | Título original | Emissora | Notas        | Ref.                 |
| ---- | ---------------- | --------------- | -------- | ------------ | -------------------- |
| 2020 | Youth With You 2 | 青春有你 2      | iQiyi    | Participante | [ 23 ] [ 24 ] [ 25 ] |

## Endossos individuais
- Kiss Me (2016)[26][27]
- Tuhu (2016)[28]
- Sketchers China (2018)[29][30]
- Mclon (2018)[31][32]
- Shu Uemura (2019)[33]
- Mamonde (2019)

## Atividades com o SNH48

### EPs
| Ano  | No. | Título                  | Papel  | Notas                                      |
| ---- | --- | ----------------------- | ------ | ------------------------------------------ |
| 2013 | 1   | Heavy Rotation          | A-side | Estréia com o SNH48 Team SII               |
| 2013 | 2   | Flying Get              | A-side |                                            |
| 2013 | 3   | Fortune Cookie of Love  | A-side | Center                                     |
| 2014 | 4   | Heart Electric          | B-side |                                            |
| 2014 | 5   | UZA                     | A-side |                                            |
| 2015 | 6   | Give Me Five!           | A-side |                                            |
| 2015 | 7   | After Rain              | A-side |                                            |
| 2015 | 8   | Manatsu no Sounds Good! | A-side |                                            |
| 2015 | 9   | Halloween Night         | B-side |                                            |
| 2015 | 10  | New Year's Bell         | B-side |                                            |
| 2016 | 11  | Engine of Youth         | B-side |                                            |
| 2016 | 12  | Dream Land              | B-side |                                            |
| 2016 | 13  | Princess's Cloak        | A-side |                                            |
| 2016 | 14  | Happy Wonder World      | A-side |                                            |
| 2017 | 15  | Each Other's Future     | B-side |                                            |
| 2017 | 16  | Summer Pirates          | B-side | Cantou em "Area 48" como parte do Team SII |
| 2017 | 17  | Dawn in Naples          | A-side |                                            |
| 2017 | 18  | Sweet Festival          | B-side |                                            |
| 2018 | 20  | Forest Theorem          | A-side |                                            |
| 2018 | 21  | Endless Story           | A-side |                                            |
| 2019 | 23  | Our Journey             | B-side |                                            |
| 2019 | 25  | Poetry About Time       | A-side |                                            |
| 2019 | 26  | Wings                   | B-side |                                            |

### Álbuns
- Mae Shika Mukanee (2014)

### Units

#### Units de apresentações do SNH48
| Número da apresentação                                | Música                             | Notas                                                      |
| ----------------------------------------------------- | ---------------------------------- | ---------------------------------------------------------- |
| Team SII 1st Stage "Saishuu Bell ga Naru"             | Return Match 再爱一回              | Com Qian Beiting, Xu Chenchen and Li Yuqi                  |
| Team SII 2nd Stage "Nagai Hikari"                     | Heart Gata Virus 心型病毒          | Com Kong Xiaoyin and Xu Chenchen                           |
| Team SII 3rd Stage "Pajama Drive"                     | Pajama Drive 不眠之夜              | Com Li Yuqi and Mo Han                                     |
| Team SII 4th Stage "RESET"                            | Kokoro no Hashi no Sofa 心端的沙发 | Com Wu Zhehan and Sun Rui                                  |
| Team SII 5th Stage "Yume wo Shinaseru Wake ni Ikanai" | Tonari no Banana 青涩的香蕉        | Com Zhang Yuge                                             |
| Team SII 6th Stage "Journey of the Heart"             | Horizon 地平线                     | Com Wu Zhehan, Qian Beiting, Shen Zhiling and Kong Xiaoyin |
| Team SII 7th Stage "District 48"                      | Love Is Not Central 爱未央         | Com Dai Meng                                               |
| Team SII 7.5th Stage "Beautiful District 48"          | Angel's Trap 天使的圈套            | Com Sun Rui                                                |
| Team SII 8th Stage "Plan Salvation"                   | 噩夢輪迴                           | Apresentação solo                                          |

#### Unidades de shows
| Ano  | Data           | Nome                                               | Música                                                                    | Notas                                                                        |
| ---- | -------------- | -------------------------------------------------- | ------------------------------------------------------------------------- | ---------------------------------------------------------------------------- |
| 2013 | 25 de maio     | Blooming For You Concert                           | Nenhuma                                                                   |                                                                              |
| 2013 | 16 de novembro | Guangzhou Concert                                  | Return Match 再爱一回                                                     | Com Li Yuqi, Mo Han e Chen Guanhui                                           |
| 2014 | 18 de janeiro  | Red and White Concert                              | Arashi no Yoru ni wa 暴风雨之夜                                           | Com Chen Si, Dai Meng e Wen Jingjie                                          |
| 2014 | 26 de julho    | SNH48 Sousenkyo Concert in Shanghai                | Nenhuma                                                                   |                                                                              |
| 2015 | 31 de janeiro  | Request Hour Setlist Best 30 2015                  | Heart Gata Virus 心型病毒 Pajama Drive 不眠之夜 Our Destiny in This World | Com Wen Jingjie e Xu Zixuan Com Mo Han e Li Yuqi Com Zhao Jiamin e Ju Jingyi |
| 2015 | 25 de julho    | 2nd General Election Concert                       | Dakishimeraretara 如果你拥抱我                                            | Com Dai Meng e Kong Xiaoyin                                                  |
| 2015 | 26 de dezembro | Request Hour Setlist Best 30 2015 (Segunda Edição) | Junjou Shugi 纯情主义                                                     | Com Yuan Yuzhen e Xu Han                                                     |
| 2016 | 30 de julho    | 3rd General Election Concert                       | Nenhuma                                                                   |                                                                              |
| 2017 | 7 de janeiro   | Request Hour Setlist Best 50 (Terceira Edição)     | Enjou Rousen 燃烧的道路 Kiseki wa Ma ni Awanai 错过奇迹                   | Com Liu Jiongran e Qing Yuwen                                                |
| 2017 | 29 de julho    | 4th General Election Concert                       | Monster                                                                   | Com Zhang Yuge, Liu Jiongran, Wan Lina e Zhang Dansan                        |
| 2018 | 3 de fevereiro | Request Hour Setlist Best 50 (Terceira Edição)     | Night Butterfly 夜蝶                                                      | Com Wu Zhehan                                                                |
| 2018 | 28 de julho    | 5th General Election Concert                       | 夜行的黑猫                                                                | Com Lu Ting e Kong Xiaoyin                                                   |
| 2019 | 19 de janeiro  | Request Hour Setlist Best 50 (Quinta Edição)       | Don't Touch                                                               | Solo                                                                         |
| 2019 | 19 de janeiro  | Request Hour Setlist Best 50 (Quinta Edição)       | Spy                                                                       | Com Wu Zhehan                                                                |
| 2019 | 27 de julho    | 6th General Election Concert                       | Pink Sniper                                                               | Com Lin Siyi e Xie Leilei                                                    |
| 2019 | 21 de dezembro | Request Hour Setlist Best 50 (Sexta Edição)        | 废墟纪元                                                                  | Solo                                                                         |
| 2019 | 21 de dezembro | Request Hour Setlist Best 50 (Sexta Edição)        | +-                                                                        | Com Wu Zhehan                                                                |
| 2019 | 21 de dezembro | Request Hour Setlist Best 50 (Sexta Edição)        | 美杜莎的温柔                                                              | Com Wu Zhehan                                                                |